# Niels Jørgen Haagerup
Niels Jørgen Haagerup, né le 21 octobre 1925 et mort le 29 juin 1986, est une personnalité politique danoise, journaliste, député européen.

## Biographie
En 1944, il devient journaliste à Aarhus Amtstidende (journal danois de gauche publié à Aarhus). En 1953, il obtient sa maîtrise à la Fletcher School of Law and Diplomacy à Mass (États-Unis). En 1958, il devient porte-parole du Commandement du Nord de l'OTAN (bureau de Copenhague). En 1979, il est élu député européen.
Lorsque N.J. Haagerup siège au Parlement européen, il est :
- membre du Parti de l'Alliance des libéraux et des démocrates pour l'Europe
- membre de la commission des affaires politiques (1979-80),
- vice-président de la commission des affaires politiques (1980-84)
- membre de la délégation pour les relations avec les États-Unis (1983-84)[2].